# Химилтруда
Химилтруда (Himiltrude; * 742, † 780 ?) е майка на Пипин Гърбавия, първият син на Карл Велики. Тя е първата конкубина на Карл Велики и живее в брак с него от 767 г.

## Биография
Дъщеря е на бургундски граф и е внучка по майчина линия на Гримберт I, граф на Париж.
През 767 г. се жени за 25-годишния Карл. При смъртта на нейния свекър на 24 септември 768 г. Карл става крал и Химилтруда така кралица за една година. В края на 769 г. Химилтруда е изгонена и Карл се жени през 770 г. за Герперга или наричана още Дезидерата, дъщеря на лангобардския крал Дезидериус и Анза. Химилтруда отива да живее в манастир „Света Гертруда“ в Нивел, Белгия, където умира и е погребана вероятно на 40 години.

## Деца
Химилтруда има от Карл две деца:
- Пипин Гърбавия, (770 – 811), който става монах в манастира Прюм;
- Амаудру, която се омъжва за граф на Париж[2]